# 醫學物理
醫學物理 是一種應用物理於醫學的物理學分支， 大致上分為醫學影像和放射治療。 通常醫學物理部門會附屬於醫院或大學內，其負責的工作包括：提供放射科醫生的醫療諮商、在醫學物理上的研究和在大學裡授課。 在醫療諮商方面，醫學物理師提供放射科醫生關於病人的放射治療計劃與計算適當的放射線類型和劑量。另外醫學物理師還負責放射儀器的運作跟維護，以及確認機器是否符合正常的狀態，還有確認醫療人員和醫療場所的輻射防護。　
醫學物理師通常在大學主修物理或其他科學科系，進而在研究所——物理所或醫學物理所——取得碩士或博士，經至少兩年實習訓練後取得資格。